# Ніка (повстання)
Повстання «Ніка» (грец. Στάση του Νίκα) — бунт у 532 році в Константинополі, спрямований проти візантійського імператора Юстиніана I через податковий гніт, утиски влади, гоніння язичників та єретиків. Назва походить від вигуку «перемагай!», з яким повстанці нападали на імператорські війська.

## Передумови повстання
Візантійський імператор Юстиніан I, який прийшов до влади у 527 році, почав проводити політику, спрямовану на зміцнення централізованої влади. Він став контролювати дії сенату, армії, фіскальної служби. Через збільшення масштабів будівництва та воєнних дій податки різко зросли. Також імператор почав втручатися у релігійні справи, сам вирішував питання церкви щодо її власності і релігійних догм. Юстиніан жорстоко переслідував єретичні вчення, зокрема монофізитство.
На іподромі, де проводилися змагання на колісницях, з вболівальників сформувалися «партії іподрому», які отримали назву кольорів колісниць команд, що брали участь у забігах. Ці партії виражали інтереси окремих соціальних груп. Партію венетів (блакитних) підтримали представники земельної та чиновницької аристократії, а партія прасинів (зелених) — представники торгово-ремісничих верств, серед яких було найбільше монофізитів.
У святковий день 11 січня 532 року на іподромі був присутній Юстиніан. Прасини намагалися висловити йому своє невдоволення щодо ставлення до них венетів, яких він підтримував, і вимагали однакового ставлення до них. Але імператор їх не дослухав, тому зелені сприйняли це як образу. Між вболівальниками розпочалися бійка з жертвами, яка вийшла за межі іподрому. Префект міста Евдемон затримав активних учасників сутички від обох партій, після слідства встановив осіб з різних груп, винних у вбивстві. Чотирьом наказав відрубати голову, а трьох повісити. Під час страти через повішення два рази ламалася шибениця, внаслідок цього двоє осіб з різних партій залишалася живими. Народ, який спостерігав страту, відбив їх і вони опинилися у церкві, яка мала право церковного сховку. За наказом префекта церкву оточили солдати. Прасини і венети об'єдналися з метою добитися помилування засуджених.

## Початок повстання
13 січня на іподромі під час наступних змагань представники обох партій звернулися до Юстиніана з проханням про помилування. Після того, як він відмовився це зробити, члени обох партій скандуючи «Ніка!» («Перемога!»), разом залишили іподром й заходились громити місто. Вони захопили в'язницю і випустили на свободу ув'язнених, спалили Базиліку Феодосія (на її місці через кілька років буде побудовано собор Святої Софії) та інші храми, державне сховище Актів Імперії, знищили податкові списки і спробували штурмом взяти імператорський палац.

## Наступні події
Юстиніан спробував домовитися з повсталими, звільнив непопулярних чиновників, але це не вгамувало повсталих, як вимагали його зречення. Імператорський полководець Велізарій, зібравши війська з околиць Константинополя, почав наступати на повсталих. У різанині, яку вчинили його воїни, постраждали не тільки бунтівники, але й духовенство, яке намагалося припинити вбивства. Ці дії привели до того, що за зброю взялися ті, хто раніше тільки спостерігав. Внаслідок дій імператорських військ було спалено багато районів міста.
18 січня імператор запропонував повсталим припинити дії і дав обіцянку нікого не карати. Але погроми і підпали продовжувалися. Сенатська опозиція вирішила скористатися цими подіями, щоб поставити на престол Іпатія Флавія, племінника колишнього імператора Анастасія I.

## Придушення повстання
У цей же день Юстиніан зібрав нараду з вірними йому людьми. Він вже був ладен залишити Константинополь, але проти цього рішуче виступила його дружина Феодора, яка заявила, що ті, хто носили корону, ніколи не виживають, втративши її. Казначею Нарсесу вдалося підкупити частину опозиційних сенаторів та верхівки партії венетів. Це спричинило розкол серед повсталих. Війська, що таємно увійшли в місто, спочатку почали вбивати на іподромі, де відбувалася коронація Іпатія, а згодом повстанців по всьому місті.

## Наслідки
Втрати повстанців оцінюють у 30 тисяч убитих. Іпатій був страчений 19 січня. Сенаторів, що підтримали повстання, вислали зі столиці, деяких з них стратили, а їхнє майно стало нагородою для тих, хто придушував повстання. Загалом загинуло близько 35 тисяч осіб, що становило десяту частину тодішнього населення Константинополя.
Придушення повстання дало змогу Юстиніану зміцнити свою владу. Після знищення опозиції у Візантії встановилося автократичне правління.